# Matías Nizzo
Matías Ezequiel Nizzo (Zárate, 2 febbraio 1989) è un calciatore argentino, centrocampista del Brown (A).

## Carriera

### Club
Conta complessivamente 204 presenze e 7 reti nella seconda divisione argentina con le maglie di Chacarita Juniors, Instituto (C), Deportivo Morón e Def. Unidos. Inoltre, ha giocato 42 partite nella Primera B Metropolitana con il Chacarita Juniors. Il 29 settembre 2020 viene acquistato a titolo definitivo dalla società spagnola del Lorca Deportiva.